# Ex Istituto Gallini
Ex Istituto Gallini è un edificio residenziale multipiano di Voghera.
Costruito tra il 1956 e il 1962 su progetto dell'architetto Gio Ponti, ingegnere Antonio Fornaroli e ingegnere Alberto Rosselli, costituisce uno degli esempi più rilevanti di architettura razionalista della città. 
L’edificio è conosciuto colloquialmente come il “Pirellino”, data la somiglianza con quello di Milano, il Grattacielo Pirelli, conosciuto come il “Pirellone”. 
Il fronte del palazzo si trova in Via Carolina Agata Bellocchio 6, a pochi metri dal Duomo di Voghera, in pieno centro storico. 

## Storia
Nel XIX secolo, l’ex sindaco e benefattore di Voghera, Carlo Gallini, alla sua morte, sancì un testamento che attestò il rilascio allo Stato di parte del suo patrimonio, 11738 pertiche. Nel 1888 venne scelto un esecutore testamentario col compito di gestire l’eredità lasciata. Il 28 ottobre 1889 Umberto I Re d’Italia decretò la nascita del Corpo Morale Fondazione Carlo Gallini.
 Oltre un secolo dopo, nel 1977, verrà ceduta alla regione Lombardia, con l’obbiettivo di creare importanti opere pubbliche per la città. Nel 1981 diventò IPAB e nel 1986 diventò un ente di diritto pubblico.
Gio Ponti venne scelto per realizzare il progetto dell’edificio, negli anni 50. L’architetto si basò sul Grattacielo Pirelli già realizzato a Milano tra il 1956 e il 1960. Linguaggio, composizione, volumetria e materiali sono quelli usuali nell’opera di Ponti e l’insieme mostra affinità con alcuni suoi progetti quali l’Istituto Italiano di Cultura a Stoccolma del 1954, la Facoltà di Architettura a Milano del 1956, l’edificio per uffici governativi a Baghdad del 1958.
Attorno al 2010, l’immobile venne messo all’asta e se lo aggiudicò una società immobiliare con sede a Lecco, la Cinque porte S.r.l..
 Da qui ebbe iniziò l’attività di ristrutturazione dell’edificio, molto contestata, per la paura che l’essenza dell’architetto nell’opera venisse totalmente cancellata a favore di un progetto più innovativo. Secondo la società immobiliare, le opere di ristrutturazione avrebbero mirato a adeguare tecnologicamente l’edificio, rendendolo sostenibile come una “Green House”.

## Architettura
L’edificio ex istituto Carlo Gallini, collocato in Via Carolina Agata Bellocchio 6 e soprannominato “il Pirellino”, è costituito da un volume principale in linea a sette piani con perimetro poligonale irregolare, perpendicolare alla via, con un basamento allungato verso la corte interna. Il volume dell'edificio non mantiene il filo della via e si differenzia di netto per l’altezza con gli edifici limitrofi. Il prospetto principale, rivestito con tesserine in ceramica, è caratterizzato da finestre a nastro orizzontale alternate alle linee marcapiano a vista. Gli altri prospetti sono finiti a intonaco; quello posteriore è lineare con l’impaginato delle finestre regolare, una fascia verticale di logge sovrapposte e un nastro verticale centrale in vetrocemento che corrisponde al vano scala.
È un progetto assolutamente unitario dalle fondamenta alla distribuzione interna, senza dimenticare ogni finitura e arredo. Negli interni, Ponti ribadisce alcuni suoi tipici temi di quegli anni: i serramenti con maniglie (da lui firmate) tutte uguali (produzione Olivari), i pavimenti in marmo, graniglia, rivestiti di linoleum. Per l’auditorium progetta più tipologie di illuminazione: lampadari in ottone a forma di sole (prodotti da Arredoluce), applique e lampade da terra in alluminio anodizzato con luci a incandescenza Linestra.